# Fullmember
フルメンバー（Fullmember）は東京都東久留米市出身の3MC+1DJで構成される4人組ヒップホップグループ。

## メンバー
- Tai-shi（タイシ）MC
- W（ダブリュー）MC
- 五十嵐（イガラシ）MC
- DJ JUCO（ディージェイ ジュコ）DJ

## ディスコグラフィー

### アナログ
- THE TALENT WITHIN 3KM（2007年08月09日）
- 4visions EP（2009年04月18日）

### アルバム
- Career High（2003年）
- MUSIC OF THE DISTRICT（2006年11月03日）
- 4 visions（2007年11月17日）
- The Footprints 〜Hill of Dreams〜（2008年11月15日）
- 006-number six-（2009年11月11日）